# Кит (съзвездие)
Вижте пояснителната страница за други значения на Кит.
Кит е съзвездие, което заема голяма област от двете страни на небесния екватор, като само малка част от него е в северното небесно полукълбо. То е едно от 48-те съзвездия, описани в древността от Птолемей, и сред 88-те съвременни съзвездия, използвани от Международния астрономически съюз.
Това е важното.
История:
Кит е качен на нашето небе от древните гърци, макар звездите му да са описани и от по-старите цивилизации. Участник е в мита за Андромеда и Персей. Легендата разказва, че майката на Андромеда, Касиопея се хвалела навсякъде с карасотата на своята дъщеря, и дори я сравнила с тази на морските нимфи. Те се оплакали на своя баща, бог Посейдон, който се ядосал и изпратил чудовището Кит да унищожи царството на Цефей, баща на Андромеда и цар на етиопското царство. Цефей трябвало да даде дъщеря си на чудовището, за да спаси страната си. Завързали принцесата за скала и точно преди да дойде Кит, се появил Персей, спасил я и двамата се оженили.